# All Alone Tonight (Stop, Look, Listen)
"All Alone Tonight (Stop, Look, Listen)" jest drugim i ostatnim singlem brytyjskiego artysty R&B Craiga Davida z jego piątego albumu studyjnego o nazwie Signed Sealed Delivered. Utwór składa się z chóralnych sampli, pochodzących z hitu zespołu The Stylistics – "Stop, Look, Listen (To Your Heart)", ale również oferuje zupełnie nowe wersy. W tygodniach poprzedzających wydanie singla, BBC Radio 2 odtwarzało go, nazywało "nagraniem tygodnia" oraz dodało go do swojej "Listy A". Pomimo promocji utworu, nie odniósł on sukcesu na UK Singles Chart.

## Teledysk
Teledysk miał premierę 10 maja 2010 roku i został określony jako "sexy teledysk". Głównym motywem wideo są zacienione sylwetki śpiewającego Craiga oraz nieokreślonej tańczącej kobiety, które są przeplatane m.in. scenami miasta po zmroku, Craiga idącego ulicą lub jadącego samochodem. Teledysk trwa 3:46 minut. Od 12 maja 2010 roku jest on dostępny w serwisie YouTube.

## Listy utworów i formaty
Digital download:
| Nr | Tytuł utworu                             | Długość |
| -- | ---------------------------------------- | ------- |
| 1. | „All Alone Tonight (Stop, Look, Listen)” | 3:31    |

## Promocja utworu
Craig David pojawiał się na żywo w programie Britain’s Got Talent na ITV2, zaraz po głównym show o godzinie 22. Wówczas Craig i jego zespół pojawiali się tam jako zespół house’owy i wykonywali swój nowy singiel "All Alone Tonight (Stop, Look, Listen)". David wykonywał go również 2 czerwca 2010 roku w stacji GMTV w programie Loose Women.